# Enemy of the Enemy
Az Enemy Of The Enemy egy 2003. február 3-án  kiadott Asian Dub Foundation album.

## Számok
1. "Fortress Europe" – 3:50
2. "Rise To The Challenge" – 4:25
3. "La Haine" – 3:54
4. "1000 Mirrors" – 4:55
5. "19 Rebellions" – 5:22
6. "Blowback" – 2:56
7. "2 Face" – 5:15
8. "Power To The Small Massive" – 4:23
9. "Dhol Rinse" – 3:18
10. "Basta" – 4:33
11. "Cyberabad" – 5:02
12. "Enemy Of The Enemy" – 4:43
13. "Raj Antique Store (Dry & Heavy Mix)" (Japanese Bonus Track) – 5:29

## Előadók
- Steve Chandra Savale (also known as Chandrasonic) – gitár, programming, ének, tsura
- John Ashok Pandit (also known as Pandit G) – Turntables, samples, ének
- Sanjay Gulabhai Tailo (also known as Sun J) – Effects, mixology, szintetizátor
- Aniruddha Das (also known as Dr. Das) – basszusgitár, programming, ének
- Sinéad O’Connor – ének a „1000 Mirrors”-ban

## Megjegyzés
- A „Fortress Europe” szerepelt a Need For Speed: Underground-ban